# Jani Lakanen

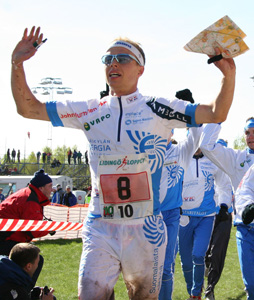
Jani Lakanen, 2007

Jani Ensio Lakanen (* 11. Dezember 1976 in der Gemeinde Lohja) ist ein finnischer Orientierungsläufer.
Nach zwei Bronzemedaillen über die Langdistanz bei den Junioren-Weltmeisterschaften 1995 und 1996 startete Lakanen 1999 erstmals bei den Weltmeisterschaften der Elite. Im schottischen Inverness verpasste er auf der Kurzdistanz als Vierter nur um eine Sekunde eine Medaille. In der Staffel gewann er mit Juha Peltola, Mikael Boström und Janne Salmi hinter der Staffel Norwegens die Silbermedaille. 2000 schloss er die Weltcupsaison als Gesamtsieger ab. Bei den Weltmeisterschaften 2001 in Finnland wurde er Mitteldistanzvierter. Die finnische Staffel, in der er mit Jarkko Huovila, Juha Peltola und Janne Salmi lief, gewann die Goldmedaille vor Norwegen und Tschechien. In einer neu aufgestellten Staffel mit Pasi Ikonen und Mats Haldin gewann Lakanen auch bei den Europameisterschaften im folgenden Jahr mit der Staffel Gold. 2003 holten die Finnen Staffelsilber bei den Weltmeisterschaften in Rapperswil. Nach einer eher durchwachsenen Saison 2004 meldete er sich 2005 mit einer Bronzemedaille im Sprint bei den Weltmeisterschaften im japanischen Aichi zurück. 2006 gelangen ihm die beiden größten Triumphe: Im estnischen Otepää gewann mit einem zweiminütigen Vorsprung auf den Schweizer Daniel Hubmann Gold auf der Langdistanz. Später gewann er bei den Weltmeisterschaften im dänischen Aarhus ebenfalls die Goldmedaille auf der Langdistanz. Nach diesem erfolgreichen Jahr blieben weitere Titel aus. Erst 2013 bei den Weltmeisterschaften im finnischen Vuokatti gelang ihm mit Silber hinter Thierry Gueorgiou aus Frankreich auf der Langdistanz ein überraschendes Comeback.
Lakanen lief bis einschließlich 2004 für den finnischen Orientierungslaufklub Delta, mit dem er zweimal Dritter und einmal Zweiter bei der Jukola wurde. Seit 2005 startet er für Vaajakosken Terä. Mit diesem Verein wurde er 2010 als Schlussläufer Dritter bei der Jukola. Als Leichtathlet lief er für die Vereine VihdVie (bis 1997), Karhulan Katajaiset (bis 2003), Sjundeå IF (bis 2007) und Jyväskylän Kenttäurheilijat.

## Platzierungen
| Weltmeisterschaften | Sprint | Mittel | Lang | Staffel |
| ------------------- | ------ | ------ | ---- | ------- |
| 1999 Inverness      |        | 4.     |      | 2.      |
| 2001 Tampere        |        | 4.     | 2.   | 1.      |
| 2003 Rapperswil     |        |        | 7.   | 2.      |
| 2004 Västerås       |        |        | 10.  | 4.      |
| 2005 Aichi          | 3.     |        | 18.  |         |
| 2006 Aarhus         |        |        | 1.   | 2.      |
| 2007 Kiew           |        |        | nq   |         |
| 2010 Trondheim      |        |        | 28.  | 9.      |
| 2013 Vuokatti       |        |        | 2.   | 5.      |

| Junioren-WM  | Sprint | Mittel | Lang | Staffel |
| ------------ | ------ | ------ | ---- | ------- |
| 1994 Gdynia  |        | 7.     | 14.  |         |
| 1995 Horsens |        | 6.     | 3.   |         |
| 1996 Govora  |        | 50.    | 3.   | 7.      |

| Europameisterschaften | Sprint | Mittel | Lang | Staffel |
| --------------------- | ------ | ------ | ---- | ------- |
| 2000 Truskawez        |        | 9.     | 10.  |         |
| 2002 Sümeg            |        | 28.    | 8.   | 1.      |
| 2004 Roskilde         |        | 22.    | 14.  |         |
| 2006 Otepää           |        | 11.    | 1.   | 7.      |
| 2008 Ventspils        |        |        | 12.  |         |
| 2012 Falun            |        |        | 13.  | 7       |

| Gesamt-Weltcup | Gesamt-Weltcup |
| -------------- | -------------- |
| 1998           | 12.            |
| 2000           | 1.             |
| 2002           | 5.             |
| 2004           | 33.            |
| 2005           | 5.             |
| 2006           | 5.             |
| 2007           | 68.            |
| 2008           | 86.            |
| 2010           | 99.            |
| 2012           | 45.            |